# 恐龙二世
恐龙二世（Dinosaur Jr. ，台译“小恐龍”），是一支于1984年在马萨诸塞州阿默斯特成立的美国另类摇滚团体。由吉他手J Mascis, 贝司手Lou Barlow和鼓手Murph创建。在此之前取名恐龙乐队。乐队于1998年解散，又于2005年重组。
他们独树一帜的声音、具有代表性的高增益、对于回授和失真的大量运用，以及灵魂人物J Mascis优美的吉他独奏，影响了1990年代另类摇滚的发展。典型的例子是涅槃乐队承认是他们的爱好者。

## 历史

### 成军
当Mascis和Barlow在马萨诸塞州阿默斯特上高中的时候，他们在一个于1982年成立的名为Deep Wound的硬核朋克乐队里一起玩音乐。高中毕业以后，他们逐渐开始探索具有攻击性的音乐，例如黑色安息日，The Replacement以及尼爾·楊。Mascis的大学校友Gerard Cosley介绍他去Dream Syndicate之类的乐队，Mascis将此事告诉Barlow，Barlow回应道：“我们喜欢速度金属……而且我们喜欢懒懒的金属声。”
Deep Wound在1984年中期解散。Cosley从马萨诸塞州阿默斯特大学辍学，转而投向运营自己的独立唱片厂牌，Homestead Records，并许诺Mascis如果他能创作一张专辑，公司将会代为发行。于是Mascis自己写了几首歌并给他心中的未来贝司演奏者Barlow过目。当Barlow在Deep Wound乐队担任吉他手期间，他就对Mascis的创作有了深刻的印象并因此肯定了他的才华。Barlow说这次的歌曲“太聪明了……它们太超前了。而我仍停留在二和弦歌曲以及基本的题材比如‘我很伤感’。当我还沉浸在自己的小悲伤时，他已经在纵观全局了。”Mascis邀请了歌手Charlie Nakajima（Deep Wound的前成员），以及鼓手Emmett Patrick Murphy（昵称为Murph）以完善乐队的阵容。Mascis用“让人耳朵流血的乡村音乐”一词来阐释乐队的理念。
这支乐队最初命名为Mogo，并于1984年九月的第一周于马萨诸塞州阿默斯特大学校园进行了他们的首次演出。在演出期间Nakajima鼓吹反警察的言论，Mascis对他的行为感到惊恐（这还不包括他吸食大麻）并于第二天解散了乐队。在几天之后Mascis将组一个新乐队的想法告诉Barlow和Murph并嘱咐不要告诉Nakajima。“在把他踢出乐队这件事上我显得很懦弱，真的”，Mascis在之后承认并解释，“在那支乐队里和人沟通已经成为了一个不断发生的问题。”三人将新乐队命名为“恐龙”（Dinosaur），由Mascis担当主唱。

### “恐龙”及You're Living All Over Me
Mascis接受了Cosley的唱片合约并在马萨诸塞州Northhampton外位于森林中的一处家庭工作室内花了500美元录制了他们的第一张专辑。他们的第一张专辑Dinosaur，于1985年发行。这张专辑在第一年内售出了1500张，但在很大程度上被主流音乐报导所忽视。唱片发行之后，“恐龙”经常驾车前往纽约进行演出。在其中一次演出中，纽约另类摇滚乐队音速青年首次前来观看。他们对乐队的演出没有太大印象。但当几个月之后再次观看时，音速青年已然成为了他们的拥趸。乐队因音速青年的赞扬而受宠若惊，Barlow回忆道：“我们（当时的状况）就像‘什么？世界上最酷的乐队怎么会喜欢上我们？’这样。”随后音速青年邀请“恐龙”加入他们于1986年九月在北美东部及中西部的巡演。
在音速青年的录音工程师Wharton Tiers的帮助下，“恐龙”在纽约录制了他们的第二张专辑You're Living All Over Me。在录音后期制作时，因Mascis对鼓伴奏部分有着特殊要求，Mascis和Murph的关系紧张了起来。Barlow回忆道：“J控制了Murph的每个鼓点……而Murph对此手足无措。Murph在很长一段时间几乎想杀了J。”在另一方面，Garard Cosley对这张制作完毕的专辑感到很兴奋，但当Mascis告诉他这张专辑将由SST Records发行时，他极为震惊。因为Mascis对与Homestead签署双唱片合约感到极不情愿。而Cosley觉得被出卖了，他说道：“就我而言，没有理由得不到（出版权）。”在这张专辑的合约办妥后，Mascis搬到了纽约，疏远了乐队其他成员。
You're Living All Over Me于1987年发行，专辑拷贝稍早已经在波士顿地区与Barlow的个人乐队Sabadoh的首张专辑Weed Forestin'的录音带捆绑销售。几乎在专辑发行的同时，超级摇滚樂團恐龍樂團（由鄉村老喬與魚樂團、水銀信使、金槍魚合唱團、感恩至死以及傑佛森飛船的前成员组成）对他们滥用此乐队名提起诉讼，促使了新团名“恐龙二世”的诞生。

## 音乐风格
恐龙二世被认为是一支另类摇滚乐队。然而乐队的风格与其在1980年代地下时期的风格相比较，是有诸多不同的。例如他们吸收了经典摇滚的元素、运用回授、运用动态调节的极端的音量，以及核心人物Mascis的低沉持续的嗓音。
Homestead Records的总裁Gerald Cosloy概括这支乐队：“它是古怪的自我混合物……确切地说，它不是流行音乐，它也不是朋克摇滚——它就是它自己。”
Mascis经常聆听披头士、滚石乐队和沙滩男孩等经典摇滚乐队的乐曲，并将其音乐元素吸纳于己。乐队成员们也将硬核朋克和噪音摇滚元素融入到他们的音乐中，这往往包括了大量的回授，失真和极端的音量。因而当You're Living All Over Me的母带被送到SST公司时，产品经理认为器乐演奏的电平大到了扭曲的程度，而Mascis确认这是他们新专辑想要的声音。为了突出他们对于音量的运用，乐队在许多歌曲中使用并推广了动态调节音量的技术。此技术在日后被小妖精乐队、涅槃乐队及其他另类摇滚乐队在1990年代发扬光大。
和Mascis在吉他上的成就一样，Barlow的交替重失真的、快速拨弦的、摧毁性的贝司低音声线，深受过去硬核的影响。这全都源于摩托头的Lemmy和Johnny Ramone。Mascis说道：“Johnny Ramone是我心中的英雄，我希望演奏出他在雷蒙斯乐队里那样有节奏感的突突声。而且，我发现我演奏出了远比他更大的声响。”
Mascis的声线是乐队音乐的又一特色。他开创了“发牢骚般的低音拖长音”，相对于硬核朋克的“吼叫”，以及诸如John Fogerty和Mick Jagger的唱法。他的风格类似尼爾·楊，但他坚决否认，并在之后回应道：“总是被别人拿来比较是一件很恼人的事。”他的拖长音成为了乐队慵懒气质及放松姿态的缩影，作家Michael Azarrad说：“Mascis甚至于已经脱离了他在音乐中所传递的情感。”

## 唱片

### 錄音室專輯
- Dinosaur (1985)
- You're Living All Over Me (1987)
- Bug (1988)
- Green Mind (1991)
- Where You Been (1993)
- Without a Sound (1994)
- Hand It Over (1997)
- Beyond (2007)
- Farm (2009)